# Каланоїди
Каланоїди (Calanoida) — ряд веслоногих ракоподібних. Поширені широко в морських і прісних водоймах; дуже численні (у поверхневих водах океану — до десятків тис. особин на 1 м3). Для більшості морських Calanoida характерне світіння.

## Опис
Розміри тіла — від 0,5 до 14 мм завдовжки. Голова злита з першим грудним сегментом, утворюючи головогруди, на якій є наупліальне око і 5 пар придатків (I і II антени, жвали, 2 пари щелеп); груди несуть ногощелепи і 5 або 4 пари плавальних ніг. Дихання здійснюється всією поверхнею тіла.

## Спосіб життя
Самиця відкладає яйця у воду або виношує в яйцевому мішку. Живляться фітопланктоном (лише деякі — хижаки), а самі є основною їжею молоді риб, планктоноїдних риб (оселедець, анчоус, сардина, сайра тощо) і беззубих китів.

## Класифікація
Ряд містить понад 1300 видів у 40 родинах.:
- Acartiidae
- Aetideidae
- Arctokonstantinidae
- Arietellidae
- Augaptilidae
- Bathypontiidae
- Boholinidae
- Calanidae
- Calocalanidae
- Candaciidae
- Centropagidae
- Clausocalanidae
- Diaixidae
- Diaptomidae
- Discoidae
- Epacteriscidae
- Eucalanidae
- Euchaetidae
- Fosshageniidae
- Heterorhabdidae
- Hyperbionychidae
- Lucicutiidae
- Mecynoceridae
- Megacalanidae
- Mesaiokeratidae
- Metridinidae
- Nullosetigeridae
- Paracalanidae
- Parapontellidae
- Parkiidae
- Phaennidae
- Phyllopodidae
- Pontellidae
- Pseudocyclopidae
- Pseudocyclopiidae
- Pseudodiaptomidae
- Ridgewayiidae
- Ryocalanidae
- Scolecitrichidae
- Spinocalanidae
- Stephidae
- Subeucalanidae
- Sulcanidae
- Temoridae
- Tharybidae
- Tortanidae